# 椎葉村営バス

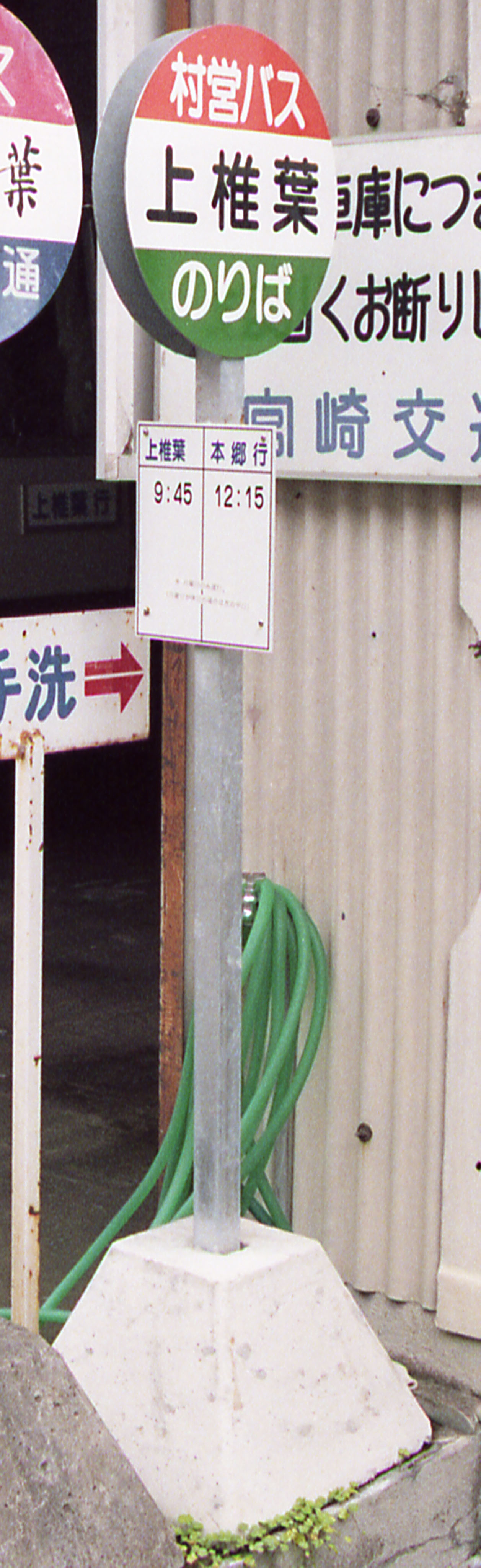
村営バスのバス停

椎葉村営バス（しいばそんえいバス）は、宮崎県東臼杵郡椎葉村にて運行している自治体バスである。

## 概要
- 運賃は10km未満が100円、10km以上が200円均一。[1]
- 日曜日は運休。[1]
- 運行形態は、道路運送法の規定に基づく自家用自動車（白ナンバー車）による有償運送である。

## 沿革
- 1988年2月1日 - 大河内線（下の原 - 大藪）運行開始。[2]
- 1988年4月1日 - 尾向線（上椎葉 - 尾手納）、川の口線（上椎葉 - 川の口）、仲塔線（上椎葉 - 仲塔）運行開始。[2]
- 1992年4月3日 - 間柏原線（上椎葉 - 辻）運行開始。[2]
- 1992年7月10日 - 不土野線（上椎葉 - 不土野）運行開始。[2]
- 1997年12月1日 - 本郷線（上椎葉 - 本郷）運行開始。[2]
- 2008年10月1日 - 時刻改正。これまでバス路線がなかった地域への支線運行開始。[1]

## 路線
以下の路線がある。　※2008年10月1日改正時点
尾向線
- 農協倉庫 - 病院 - バス車庫 - 松木橋 - （松木） - 春山 - （滝） - 上福良橋 - （上福良） - 不土野橋 - （水無） - 尾前上 - （小原橋） - 日当入口 - （日当下） - 倉の迫入口 - （倉の迫） - 追手納入口 - （日添公民館） - （追手納）
  - 日当下、追手納は月曜のみ、倉の迫、日添公民館は火曜のみ、水無、小原橋は水曜のみ、松木、上福良は木曜のみ、滝は金曜のみ経由。

小崎線
- 中園本店 - バス車庫 - 病院 - 若宮 - （小向） - 今村 - （綾野） - 日当入口 - （日当） - 新橋 - （臼杵又） - 学校前 - （戸屋の尾） - 吉野橋 - （小崎） - 川の口
  - 戸屋の尾は月耀のみ、小崎は火曜のみ、臼杵又は水曜のみ、小向、日当は木曜のみ、綾野は金曜のみ経由。

仲塔線
- 農協倉庫 - 病院 - バス車庫 - 六弥太 - 久津の元 - （蔵の元） - 十根川 - （大久保） - 奥村橋 - （奥村） - 仲塔 - 梅岡林業前 - （胡麻山） - （財木） - （本屋敷）
  - 財木、本屋敷は月曜のみ、蔵の元、胡麻山は火曜のみ、奥村は水曜のみ、大久保は木曜のみ経由。
  - 本屋敷で五ヶ瀬町のコミュニティバス「Gライン」に接続している。
- 農協倉庫 - 病院 - バス車庫 - 六弥太 - 下椎葉 - 内の八重 - 十根川 - 奥村橋 - 仲塔 - 梅岡林業前
  - 金曜日のみ運行。

大河内線
- 下の原上 - 下の原 - 野々首 - （合戦原） - 矢立 - 日向平 - （大藪） - 大河内 - 日向平 - （小鶴） - （山之口）
  - 土曜日は運休。山之口は火曜・木曜のみ、合戦原は水曜・木曜のみ、大藪、小鶴は木曜のみ経由。
  - 山之口で西米良村のコミュニティバスに接続している。
- バス車庫 - 病院 - 大河内 - 矢立 - 合戦原 - 野々首 - 下の原
  - 水曜日のみ運行。

間柏原線
- （バス車庫 - 下福良） - 病院 - バス車庫 - 夜狩内上 - 夜狩内 - 間柏原 - 辻
  - バス車庫 - 下福良間は水曜のみ経由。

不土野線
- 農協倉庫 - 病院 - バス車庫 - 不土野橋 - 中尾谷入口 - （中尾谷） - 不土野 - （坂本） - （不土野上）
  - 火曜、金曜のみ運行。中尾谷、不土野上は火曜のみ、坂本は金曜のみ経由。

松尾線
- 病院 - バス車庫 - 石原 - 小河内
  - 火曜のみ運行。
- 病院 - バス車庫 - 松尾小学校 - 栗の尾
  - 水曜のみ運行。
- 病院 - バス車庫 - 松尾小学校 - 鳥の巣
  - 木曜のみ運行。
- 病院 - バス車庫 - 松尾小学校 - 小原入口 - 水越集会センター - 小原入口
  - 金曜のみ運行。

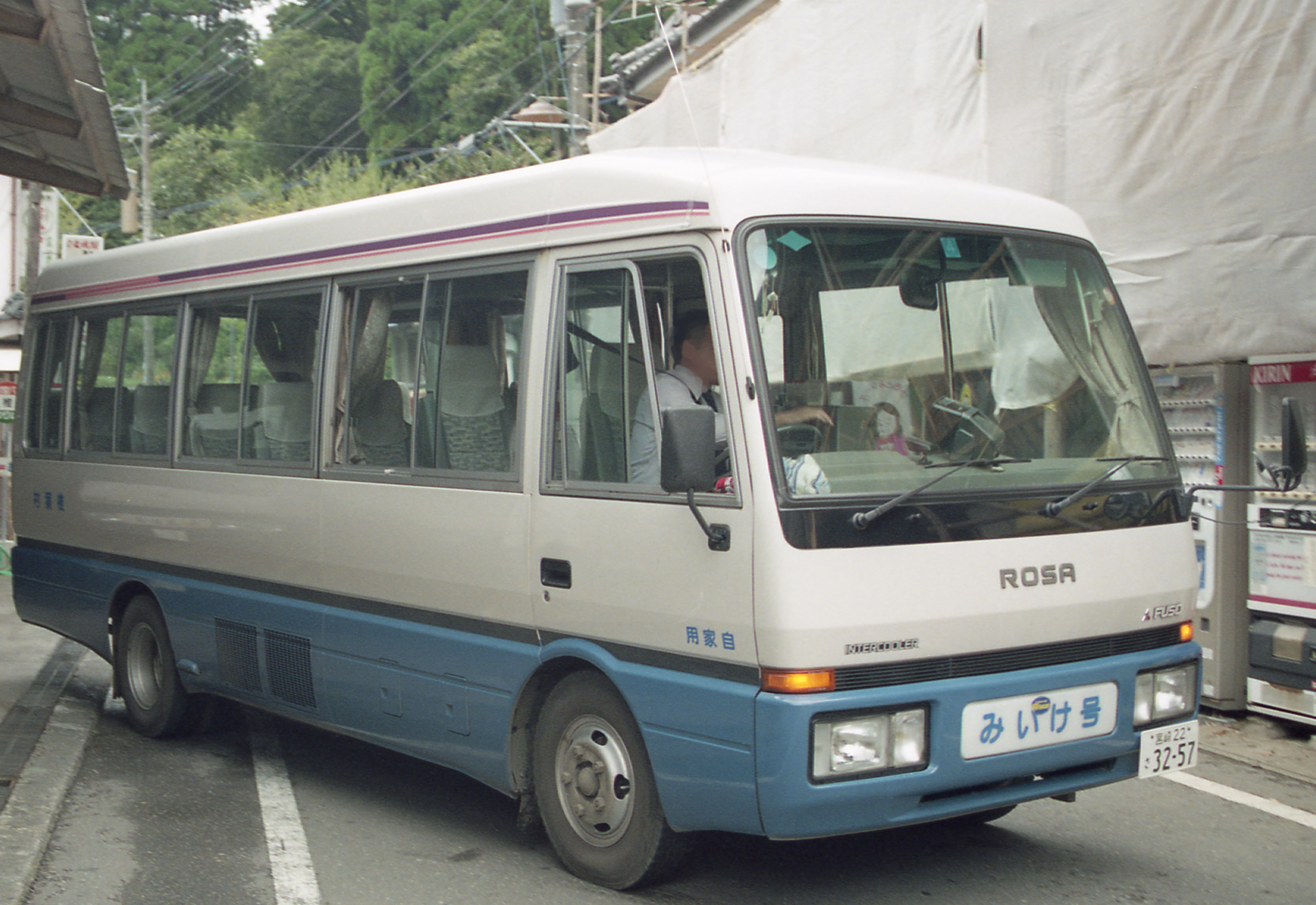
1998年当時の車両
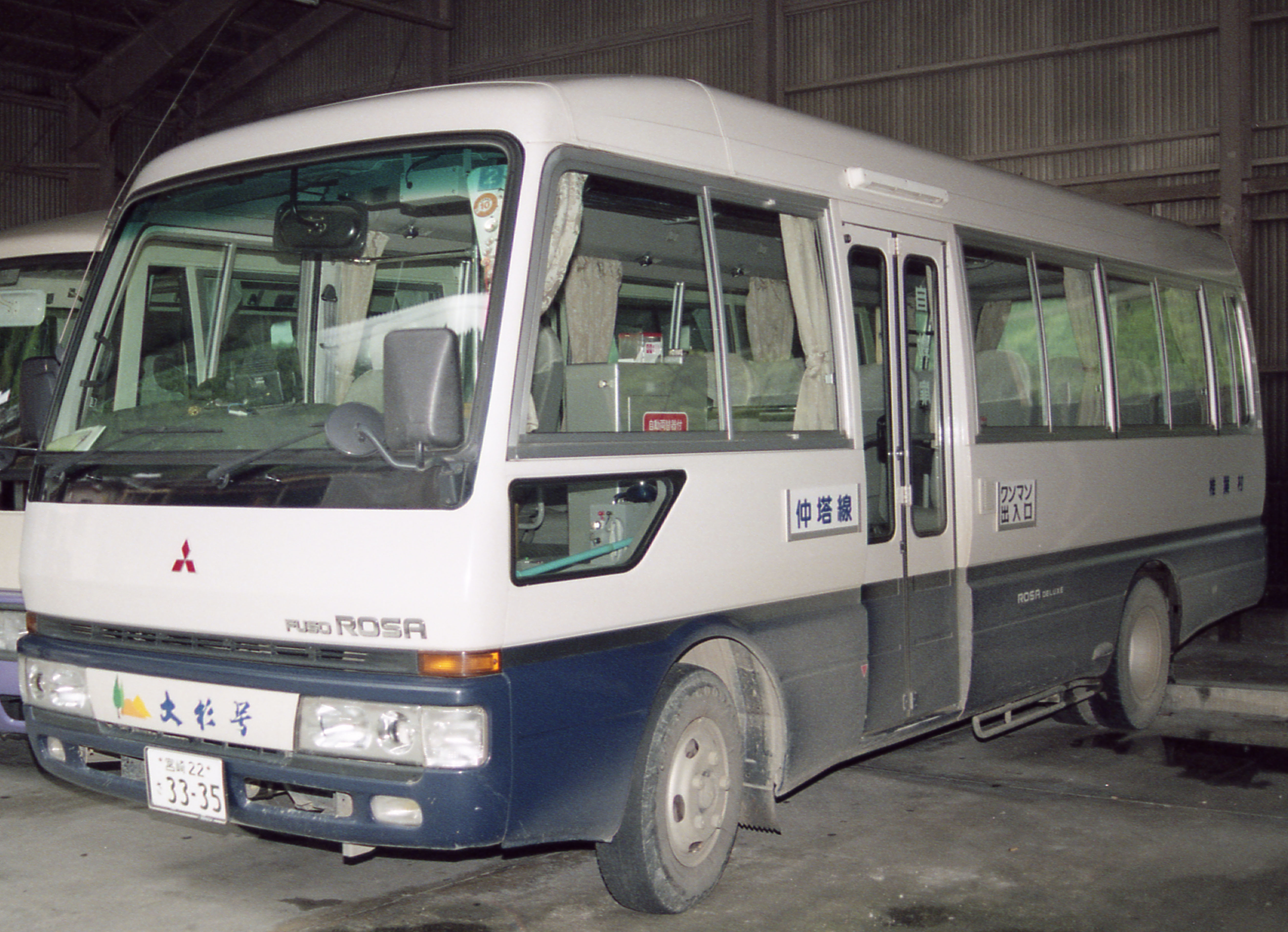
1998年当時の車両（仲塔線）
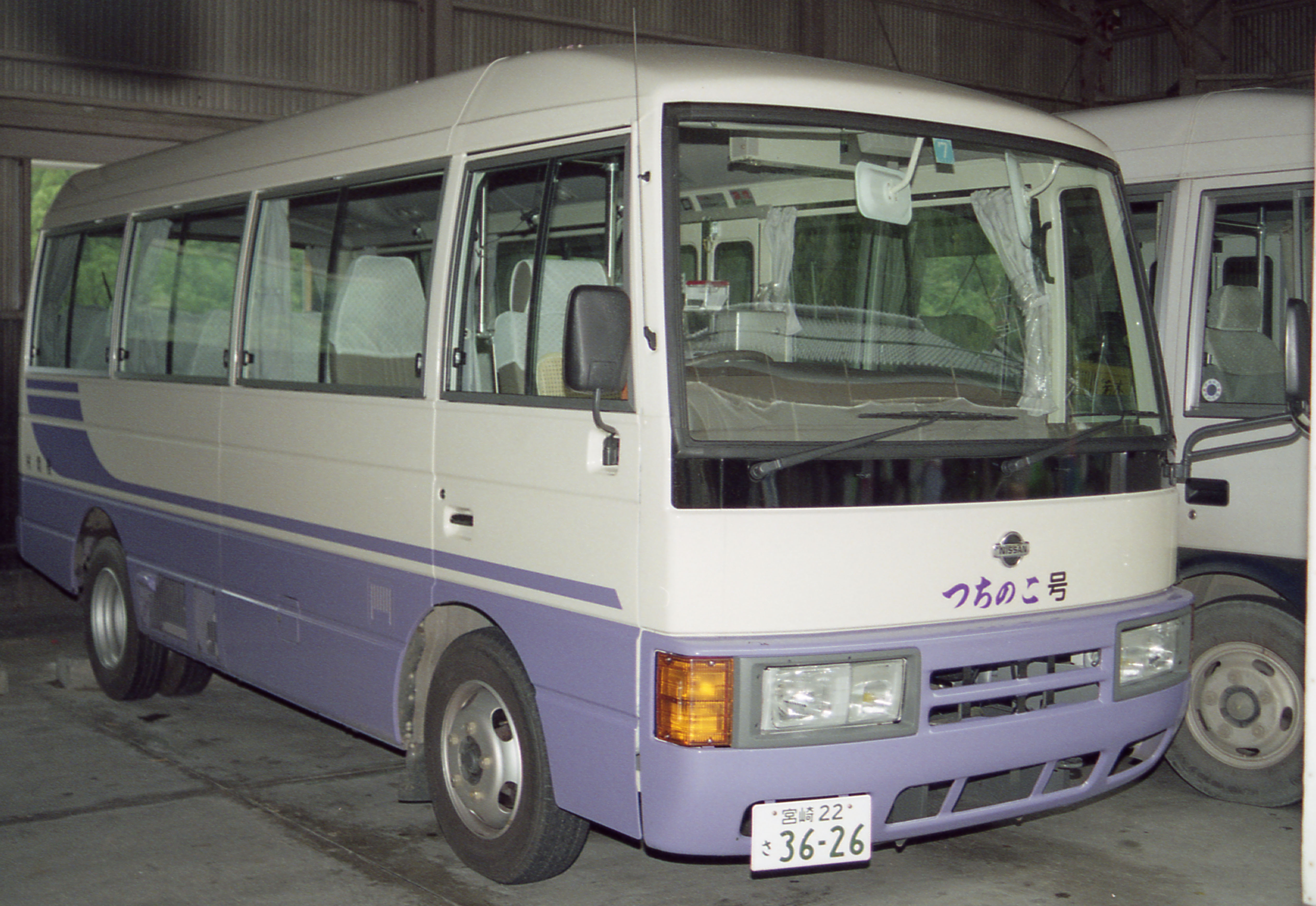
1998年当時の車両
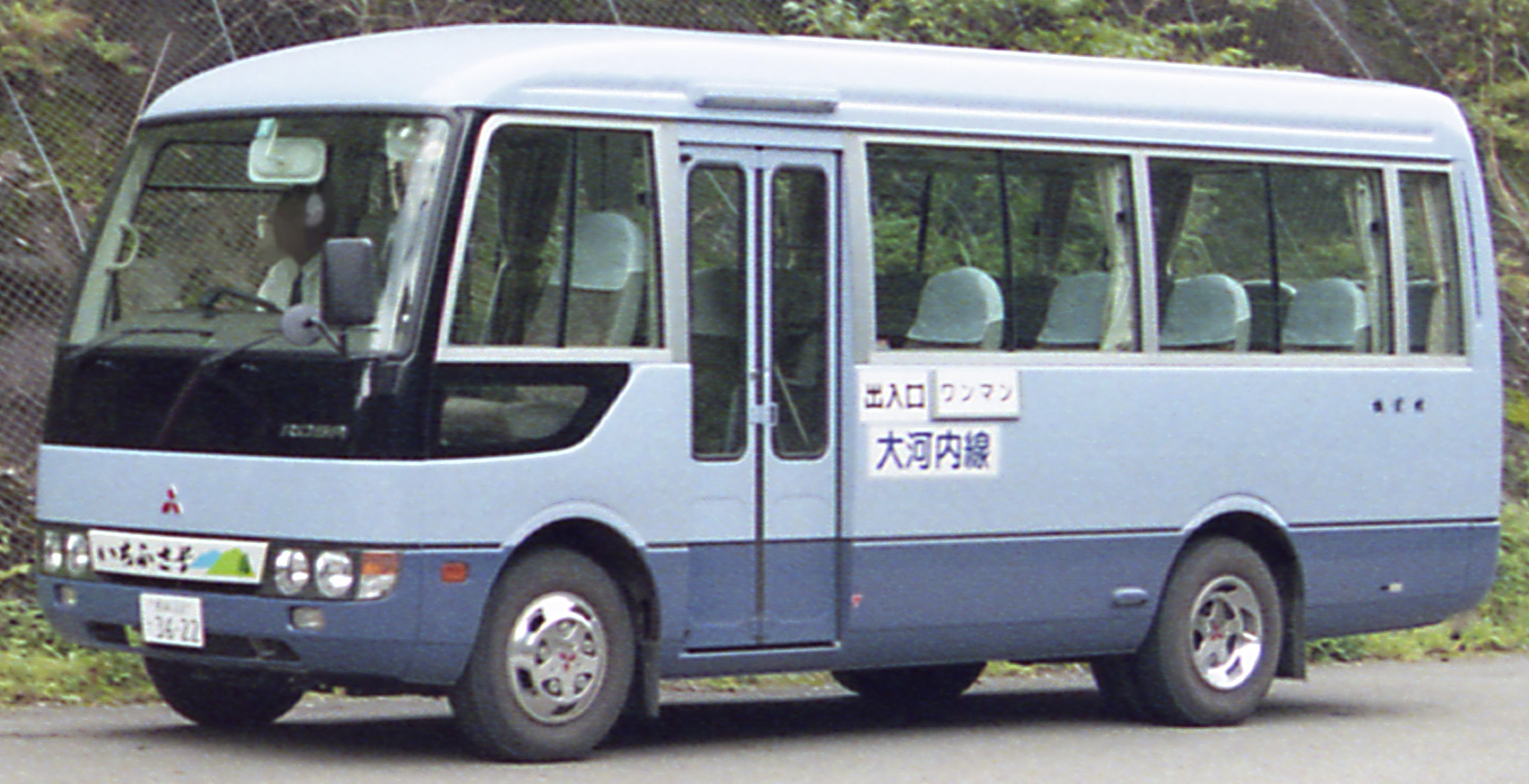
1998年当時の車両（大河内線）